# Destillation

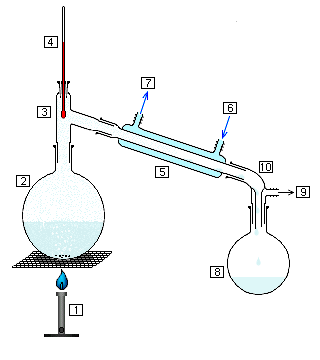
Princip för enkel destillationsapparat
1. Bunsenbrännare
2. Rundkolv med den vätska som ska destilleras
3. Destillationshuvud
4. Termometer
5. Kylare (kondenserare)
6. Kylvattensingång
7. Kylvattensutgång
8. Kolv för uppsamling av destillatet
9. Vakuumkälla
10. Vakuumtillsats.

Destillation eller destillering är uppvärmning, förångning och kondensation av vätska i syfte att separera dess beståndsdelar som har olika kokpunkter. Beståndsdelen som man tar vara på kallas destillat. Ett vanligt exempel är framställning av alkohol samt den process som används i raffinaderier för att ur råolja få ut exempelvis bensin.
Alla komponenter i vätskan som är flyktiga kommer i större eller mindre utsträckning att ingå i ångfasen vilket innebär att vid enkel destillation kommer destillatet att innehålla en blandning av dessa men blir anrikat på de lättflyktiga. Halten kan höjas genom omdestillering men att utföra detta satsvis blir i allmänhet mycket omständligt. Vanligen används därför i sådana fall kolonn, ett rör genom vilket ånga stiger under gradvis avkylning. Kondensationen börjar då i kolonnen och den kondenserade vätskan får rinna nedåt genom kolonnen. Kolonnen är också utformad så (eller fylld med s.k. kolonnpackning) att det nedrinnande kondensatet ska ha god kontakt med det uppstigande ångorna. Detta medför att man längs med kolonnen får ett utbyte mellan ångor och kondensat så att halten av de mer svårflyktiga komponenterna avtar och halten av de lättflyktiga tilltar allteftersom ångorna stiger i kolonnen och omvänt för kondensatet, d.v.s. vätskan omdestilleras kontinuerligt. Ofta har man en termometer i toppen av kolonnen och mellan olika temperaturer samlas olika fraktioner svarande mot olika komponenter i den destillerade blandningen. Vanligen avbryts destillationen efter att en viss fraktion destillerat av. En lång kolonn (eller mer stringent en kolonn med ett stort antal "teoretiska bottnar") kan därför användas för att få bättre separation, men kraven blir högre ju närmare de olika komponenternas kokpunkter ligger varandra. Om kolonnen "flödar" d.v.s. för mycket kondensat rinner nedåt i förhållande till de ångor som ska uppåt blir separationen inte bra och detta fenomen sätter gränsen för hur fort destillationen kan genoföras. I industriella sammanhang görs ofta destillationen direkt i kolonntorn med så kallade klockbottnar där vätska tillförs på en mellannivå och produkter (som i vissa fall är restprodukter d.v.s. avfall) tas ut i toppen, botten och ev. mellanliggande nivåer. Detta medger kontinuerlig destillation, se nedan.
För att erhålla destillerat vatten kokas vanligt vatten (kranvatten, sjövatten eller liknande, som även innehåller "främmande" ämnen) varvid ångan leds till en separat behållare där den kyls ner, så att vattnet kondenserar till flytande form igen. Andra ämnen förblir genom denna process kvar på bottnen av ursprungsbehållaren. Eftersom kranvatten oftast innehåller andra ämnen än just vatten måste det destilleras innan det kan användas för speciella ändamål, t.ex.
- Processer som kräver klinisk renhet, exempelvis inom sjukvården
- Frihet från lösta ämnen (t.ex. för ångstrykjärn eller som batterivatten)

Om de lösta ämnena är jonföreningar (salter) används ofta i stället avjonisering ev kompletterat med adsorption eller andra processer.
Destillation är samma process som naturen själv använder när den renar ytvatten genom avdunstning (solen hettar upp vattnet), följt av kondensation (moln och sedan regn).

## Azeotroper
I många fall sätter s.k. azeotroper gränsen för vilka koncentrationer som kan uppnås vid enkel destillation med kolonn.
För att separera azeotroper används så kallad extraktiv destillation. Detta innebär att två destillationskolonner används och en tredje komponent tillsättes. Denna komponent förbrukas inte utan cirkulerar mellan de två kolonnerna. Två klassiska exempel är: 1. separation av vatten från etanol där bensen är den tredje komponenten. 2. Separation av toluen från alkaner där fenol är den tredje komponenten.

## Satsvis respektive kontinuerlig destillation

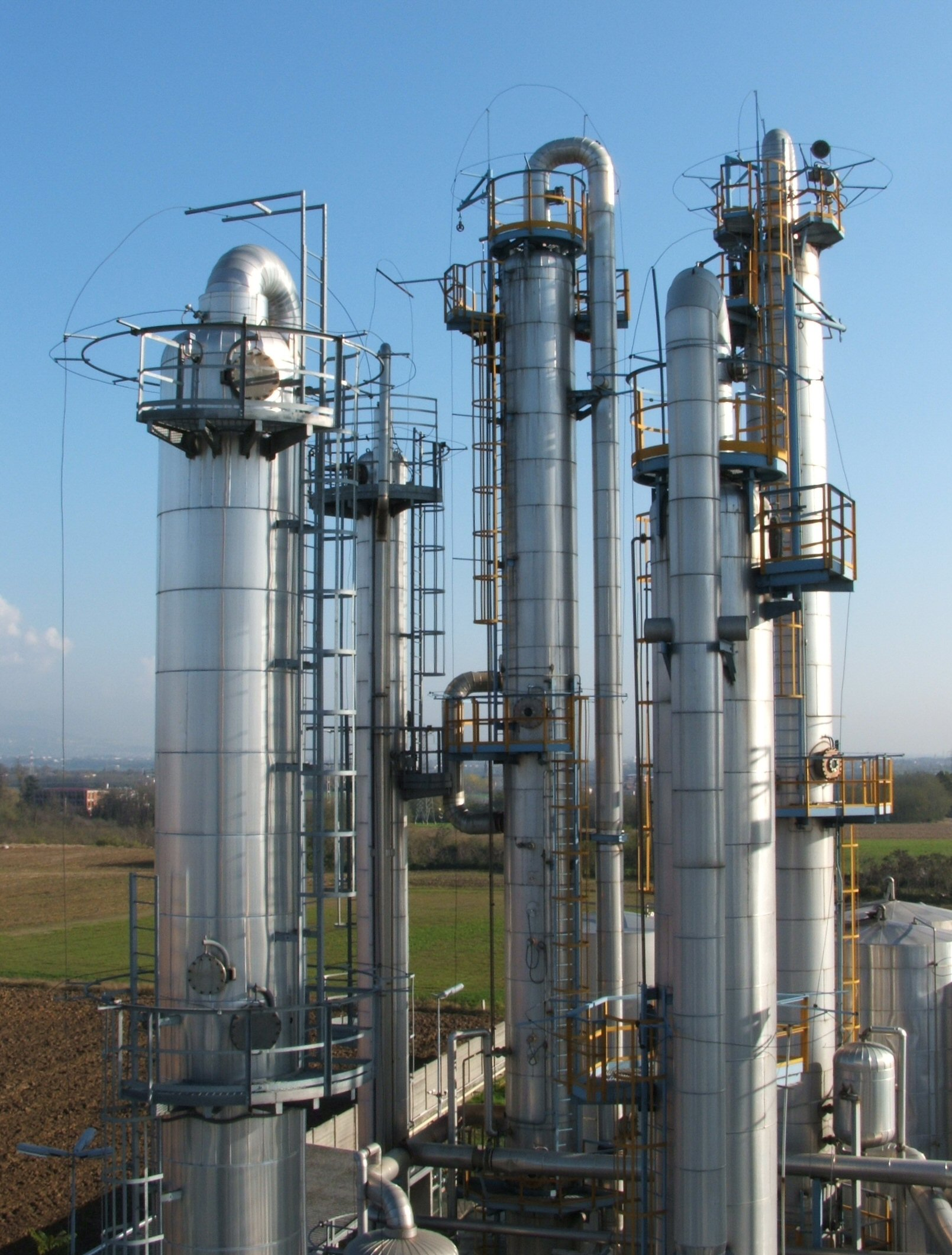
Destillationskolonner för kontinuerlig destillation i ett raffinaderi.

De två huvudsakliga formerna av destillation är satsvis destillation respektive kontinuerlig destillation.
I satsvis destillation hettas det som skall destilleras upp, och olika fraktioner samlas upp efter varandra vid olika temperaturer. Detta är det normala förfarandet vid destillation i laboratorieskala, och förekommer även vid industriell framställning i liten och medelstor skala, exempelvis i finkemikalieindustrin.
I kontinuerlig destillation tillförs hela tiden nytt material som skall destilleras, och samtliga fraktioner samlas upp hela tiden. Detta är det sätt som destillation genomförs i stor skala i processindustri.

## Destillation vid reducerat tryck (vakuumdestillation)
För temperaturkänsliga ämnen, eller för att spara energi, eller möjligen i vissa fall för att förbättra separationen, genomförs destillation ofta under reducerat tryck.

## Vattenångdestillation
Ett annat sätt att hantera destillation av temperaturkänsliga ämnen är att transportera bort produktångorna med ett flöde av en annan gas vanligen vattenånga. Vattenångdestillation är särskilt lämplig för produkter som är mer eller mindre olösliga i vattnet eftersom de då lätt kan separeras från vattnet, men man kan också tänka sig att t.ex. extrahera produkten från en resulterande vattenlösning.

## "Enkel" destillationsapparat för alkoholdestillation
Kallas också enkelpanna.
När etanolen kokar vid 78° stiger ångorna upp och kondensatet leds ner i uppsamlingskärlet. När all etanol kokat bort kommer de ämnen som har en ännu högre kokpunkt att förångas. Denna del kallas för eftersprit och innehåller bland annat finkel. 
Den del av destillatet som behålls kallas för hjärtat och består till största delen av etanol. Att bestämma var gränsen skall gå mellan försprit/hjärta och hjärta/eftersprit är ett av de viktigaste avgörandena för karaktären på spriten.
Enkelpanna kan bara användas satsvis, det vill säga när en omgång destillerats måste pannan tömmas och rengöras innan nästa omgång tappas i.
Denna långsamma och dyrbara metod ger doft- och smakrika spritsorter med mycket karaktär av råvaran, som maltwhisky och cognac.

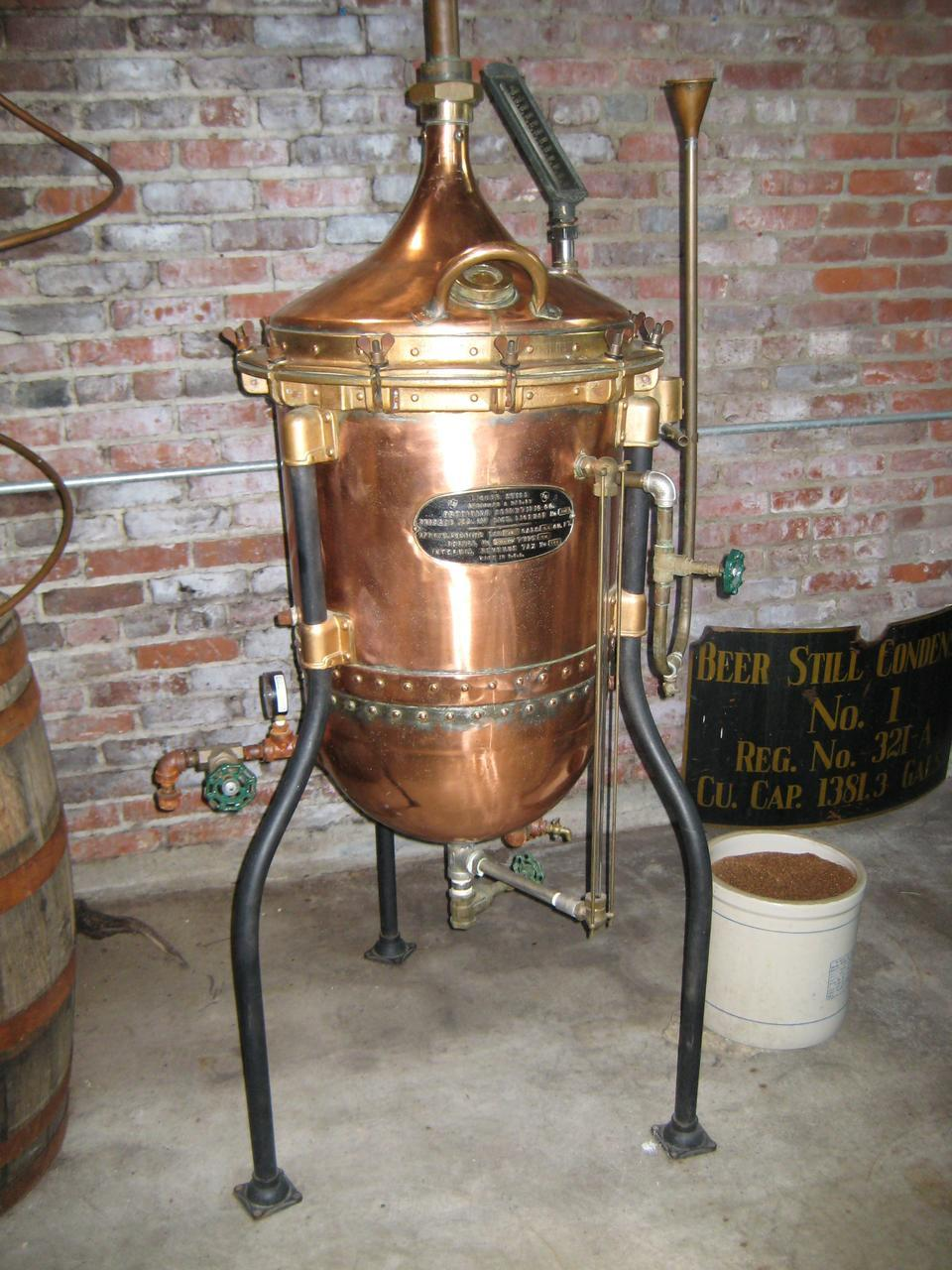
En äldre destillationsapparat